# Nainville-les-Roches
Nainville-les-Roches – miejscowość i gmina we Francji, w regionie Île-de-France, w departamencie Essonne.
Według danych na rok 1990 gminę zamieszkiwało 418 osób, a gęstość zaludnienia wynosiła 70 osób/km² (wśród 1287 gmin regionu Île-de-France Nainville-les-Roches plasuje się na 853. miejscu pod względem liczby ludności, natomiast pod względem powierzchni na miejscu 613.).